# Yao Fei-La
Dans ce nom chinois, le nom de famille, Yao, précède le nom personnel Yao Fei-La.
Yao Fei-La (姚非拉) est un manhuajia chinois né le 14 mai 1974 à Wuhan dans la province du Hubei.